# Litka
Litka község Borsod-Abaúj-Zemplén vármegyében, az Encsi járásban.

## Fekvése
Miskolctól közúton 60 kilométerre északkeletre található. Zsáktelepülés, amely közúton csak Fulókércs felől érhető el, Fáj községen át, a 2626-os útból kiágazó 26 146-os úton.
A környező települések: Fáj 5 kilométerre, Fulókércs 8 kilométerre, Novajidrány és Pusztaradvány 13 kilométerre. A legközelebbi város, Encs 20 kilométerre fekszik.

## Története

### Középkor
Neve valószínűleg személynévi eredetű: magyar képzéssel ellátott szláv eredetű szóra vezethető vissza, melynek töve a ljut = kegyetlen szóból származik. A falunak két különböző neve volt: az Árpád- és Anjou-korban Günter- vagy Gentérföldjének hívták, a Zsigmond-kortól kezdődően pedig Litkának nevezték.
Először 1243-ban Fáj határainak leírásakor említették Günter földjét, amelyet 1348-ban Lyuba határainak leírásakor „Genterföldének” neveztek. A Rosszaszó fője fölötti bérc választotta el Fájt Szemerétől és Günter földjétől. A Günter német név, de az egykori birtokos személyéről semmit sem tudunk. Az egy évszázaddal korábban Rosszaszóként emlegetett vízfolyást 1348-ban Rakancavölgyének hívták, amelyben csak esős időben folyt víz. Ez volt Lyuba és Szemere valamint Genterfölde és Csenyéte határa.
Litka néven első említése 1411-ből maradt ránk, amikor a szomszédos fájiak azért tiltakoztak, hogy Fájnak Litka felé eső szántóit és erdeit a litkaiak használják. 1427-ben egy hasonló vita során a Fájból Litka felé vezető Bélutat említették. Birtokosai a 15. században az Aba nemzetségből származó Gagyiak voltak. 1427-ben a kamara haszna nevű királyi adót 30 paraszti telek után fizették meg. A falu birtokosa ekkor Gagyi László volt. A falura vonatkozó iratokat – a Gagyiak más birtokjogi okleveleivel együtt – Gagyi Balázs valamikor az 1439-ben kezdődött zavaros idők során egy kassai polgárnál helyezte el a nagyobb biztonság kedvéért, és a család tagjai 1472-ben kapták vissza. Gagyi Balázs halála után Mátyás király két udvari embere, Dési Péter kamarás és Endrédi Fica Dömötör palotás a maga számára kért adományt a Gagyiak több birtokára, így Litkára is. A Gagyiak 1472-ben sikerrel védték meg litkai jogaikat, Dési és Fica pedig lemondtak az adományról.

### Kora újkor
A középkor Gagyi család birtoka, Litka már a középkor legvégén, 1500-ban új birtokoshoz került. A középkori abaúji nemes, Buzlai Márk fia Dénes (1317–1381) által alapított család 15. századi leszármazói közül Buzlai Ilona és Sárvári Tamás fia, Buzlai Miklós abaúji alispán (1469–1477) számos részbirtokot szerzett Abaújban (Ináncs, Felső-Kéked, Szina, Csány, Papi, Csenyéte, Alsó- és Felsőfüzi, Alsó- és Felsőgagy, Újlak, Apáti). 1502-ben már mind Buzlai Miklósnak, mind fiának, enyickei Buzlai Balázsnak csak özvegye élt. Özvegy Buzlai Miklósné Rimaszécsi Miklós lánya: Katalin 1498-ban az abaúji Enyicke (ma: Haniska pri Košiciach, Szlovákia) és Litka birtokosaként is feltűnik. Buzlainé Rimaszécsi Katalin 1500-ban végrendelkezik, amelynek értelmében elhunyt férjéről és unokájáról, Dorottyáról reá maradt birtokait: Abaúj vármegyében a teljes Enyicke és Litka falvakat, valamint Csány (később Hernádcsány), a pusztává lett (Enyicke melletti) Felső- és Alsófüzi, Szakál (később: Hernádszakaly, ma: Sokoľany, Szlovákia) falvakban lévő birtokrészeit, nemkülönben a Sáros vármegyei Cselfalva faluban lévő porcióját, illetve aszalói és tarcali szőlejét fivérére, Rimaszécsi Miklós fiára, Széchy Lászlóra hagyja, mert fivére szükségében támogatta őt. A testamentum fivérének János, Bálint, Mihály, Miklós és Ferenc nevű fiaira is érvényes, és az új birtokosok II. Ulászló király beleegyezését is megkapták a birtokba iktatáshoz. Litka falu, legalábbis egy része, így került az ország egyik legnagyobb reményű, Gömör vármegyei eredetű nemesi családjához, a Széchyekhez.
Litkának a kora újkor kezdetén több földesura van, a dikális vagy portális adó néven ismert királyi adó (rovásadó) jegyzékeiben ugyanis 1552–1570 között „nemesek birtokaként” szerepel a falu, de 1578-ban Széchy Tamást nevezik meg (fő) birtokosként. Széchy Tamást már egy korábbi iratban is említik Litka földesuraként, 1573-ban egy birtokba iktatásnál a szomszédságot Széchy Tamás litkai jobbágyai (Kardos Máté, Kovács Ambrus, Kormos Balázs, Kardos Mihály és Kormos Antal) képviselik. Rimaszécsi Széchy Tamás (1553–1618) a Buzlai Miklós özvegyének végrendeletében említett Miklós dédunokája (Széchy György és Rhédey Magdolna fia) az 1588–1599 közötti portális összeírásokban az abaúji Enyicke, Csány és Regeteruszka (ma: Ruskov, Szlovákia) földesuraként is szerepel. Széchy Tamás neves személyisége a 16. század végi és 17. század eleji katonai és politikai életnek, 1590–1592 között a szendrői végvár főkapitánya, 1604-ben Gömör vármegye főispánja, majd udvari méltóságra emelkedik, étekfogómester és 1616-tól udvarmester lesz, 1609–1618 között dunántúli főkapitány. Bár 1598-ban Széchy Tamás még él, már veje, rátóti Gyulaffy László (†1603) váltja Litka földesúri joghatóságában. A tihanyi és csobánci várkapitány, aranysarkantyús vitéz, Gyulaffy László (†1579) fiát, Gyulaffy Lászlót neje, Széchy Kata (†1637 k., Széchy Tamás és Perényi Borbála lánya) emeli be Litka földesurai közé.
A 16. század közepén Bojnicsics (Boynychich) Horváth György is Litka egyik birtokosa lesz, miután részjószágot szerez Enyickén, Berencsen (ma: Rásonysápberencs), Litkán és Hímben (ma: Chym, Perín-Chym része, Szlovákia). 1556-ban adományba kapja ugyanis a buzitai uradalom Buzita, Reste nevű falvaiban és Cséb, Kacsik, Kálnás, Kány pusztáiban lévő részjószágait is [[I. Ferdinánd magyar király|I. Ferdinánd]] királytól. Tinnini (knini) Horváth Bojnicsics György (†1570 k.) a Plavnoból (Horvátország) származó knini Bojničić családban születik, amely már a középkor végén megjelenik a Magyar Királyságban. Horváth György 1539-ben budai alvárnagy, majd az erdélyi udvarban helyettes kincstartó, 1542–1551 között Fráter György diplomatája a bécsi udvarnál. Thegzes Katalintól született fiai: Horváth János, putnoki várkapitány (1586–1588), Gergely és Máté, akik 1574-ben Békés vármegyei örökölt birtokaikról egyezkednek, az Abaúj vármegyei Buzita birtokról buzitai Horváthnak is neveztetik magukat. A Bojnicsics–Buzitai Horváth nemesi család tagjai a 16. század második felében Borsod vármegyében is birtokosok (Sajósenye, Kistokaj), és a 17. század első felében Abaúj vármegye közéletében is részt vesznek.
1575-ben Fülpessy Ferenc kapja Litka egyik birtokrészét királyi adományba. Fülpessy (Fülpesi) Albertnek (1513–?), a nagyobb királyi kancellária jegyzőjének és abaúji birtokosnak a fia anyja, Gagyi Anna (Gagyi Miklós és Somossy Anna fia: Demeter abaúji alispán lánya) révén került a Gagyiak ősi jószágába. Fülpessy Albert és felesége, Gagyi Anna a Gagyiak több falujában is tulajdont szerez, fiuk, Fülpessy Ferenc csereháti birtokosként Abaúj vármegye tisztviselője a 17. század első felében, 1634-ben alszolgabíró a csereháti járásban. Az egri törökök 1640. évi csereháti pusztítása során Fülpessy Ferencet is elhurcolták, váltságdíját együtt adta össze Abaúj és Borsod vármegye 1641-ben.
A 17. században a Cserehát legősibb nemesei közé tartozó Szemere család, a szemerei kastély és uradalom ura is bekerül Litka birtokosai közé, ráadásul az egész falu a Szemerék kizárólagos nemesi jószága lesz. Szemere Pál (†1652) országgyűlési követ, kamarai tanácsos és Putnoky Klára (†1667) fia: szemerei Szemere László (†1677) zempléni alispán számos abaúji, zempléni, sárosi birtokai mellett Litkán is tulajdonos, amikor a Wesselényi-féle szervezkedésben való állítólagos részvétele miatt 1670-ben elfogják, és jószágait konfiskálják. Szemere Lászlónak Litkán 10 lakott és 6 puszta jobbágytelke van, ez az adózásban ¼ portányi adóképességet jelent. A Szemere család Litkát szemerei uradalmához csatolta, amelyet szemerei kastélyukból és rezidenciájukból irányítottak, és Litkán kívül részei voltak még Abaúj vármegyében: Szemere, Fulókércs, Csenyéte, Sáp, Bakta, Pamlény, Vajda és Buzita (ma: Buzica, Szlovákia) falvak és Kéty, Radvány, Beret, Büttös, Berencs és Lyuba puszták. A „rebellisnek” nyilvánított Szemere László birtokainak konfiskálása miatt a 17. század végén a királyi kincstár lesz Litka birtokosa. Szemere László fia, ifj. László (1660 k.–1720 k.) azonban, aki a kezdetektől mint ezereskapitány, illetve brigadéros, később hajdúvárosi főkapitány, 1710-ben pedig mint hadparancsnok vett részt a Rákóczi-szabadságharcban, a szatmári békekötés után a király hűségére térvén, amnesztiában részesült, és visszakapta apja egykori – fiskálissá lett – birtokait a királyi kincstártól.
Litka a 16–17. században a török kor végére is megőrizte bizonyos integritását, annak ellenére, hogy Abaúj vármegye déli része a Hódoltság terjedésével a füleki, a hatvani, majd az egri törökök célkeresztjében volt. Így az oszmán hódítók az 1554-ben elfoglalt füleki várból már korán igyekeztek adófizetővé tenni Dél-Abaúj falvait, a füleki szandzsák 1559. évi összeírásában Perecse, Szászfa, Szala, Devecser, Fancsal és Detek szerepel, míg 1570-ben már két szandzsák osztozott a csereháti falvakon, Fülekhez tartozott Büttös, Szászfa, Szend, Kécs (Fulókércs?), a hatvanihoz Litka, Forró és Beret. Litkát a hatvani szandzsákhoz tartozó ónodi nahije falvai közé sorolták, és az 1570. évi hatvani adóösszeírás szerint a defterdárok viszonylag alacsony, 400 akcsét kitevő bevételre minősítették, igaz, a falut különböző politikai megfontolásokból lakatlanként írták össze. Az összeírás is jelzi az oszmán hódítók bizonytalanságát, hiszen nem minden defterben szereplő magyar falu lett a későbbiek során valóban török adófizető.
Litka 1532-ben mint közepes, 4,5 portányi adóképességű falu tűnik fel a portális vagy dikális néven is ismert rovásadó összeírásában, de 1552-ben Litka lakossága már 10 porta után fizeti az adót, ekkor a telkes jobbágyok mellett 9 zsellér is hozzájárul a falu gazdaságához. 1553-ban a portaszám a felére, 5-re csökken, az adórovók feljegyzik az összeírásban, hogy a falu egy része leégett, és ez az adóképességet is befolyásolta. A falu népessége azonban gyorsan újjáteremtette gazdaságát, 1554-ben már ismét 8 portára becsülik a falut, és csak 2 puszta jobbágytelket írnak össze, de a következő években lassan csökkenni kezd a portaszám, 1567-ban 5 porta, 1579-ben és 1582-ben 3,5, 1596-ban 3 porta alapján állapítják meg a falu rovásadóját. Litkán magas a jobbágytelki állományból részlegesen vagy teljesen kiszorult, de a valamilyen gazdasági teljesítményre képes zsellérek száma, 1579-ben és 1582-ben 13 zsellért vettek fel az adólistára. 1598-ban az adózásban a porta helyett a ház lesz a kivetés alapja, ekkor 24 adóházat írnak Litkán, ez az érték közelít a jobbágytelkek valós számához.
1599-ben Litkát is elpusztítják a Cserehátra betörő tatár csapatok, ráadásul a felső-magyarországi főkapitányságra frissen kinevezett Giorgio Basta (1550–1607) a tatár hadak ellen az abaúji Méra mellett vonja össze csapatait, s az itt felállított tábor királyi katonasága is hozzájárul a csereháti falvak kifosztásához. Falujuk felégetéséről 1599-ben maguk a litkai és környékbeli jobbágyok vallanak az adószedőknek. 1600-ban a tatár sereg és a királyi katonák pusztításai mellett még a pestis és az éhség is sújtja a felégetett csereháti településeket, köztük Litka lakosságát, amely a következő években is sokat szenved a király katonáinak sanyargatásai miatt, így adózni is képtelen. 1608-tól a kormányzat adópolitikája visszatér a portára mint adóalapra, Litka a 17. században először 1613-ban jelenik meg az adólistán, ebben az évben a litkai jobbágyokra ¾ porta, a helyi zsellérekre fél porta után róják ki az adót, ezek az értékek alig változnak a következő két évtizedben, 1635-ben fél-fél portányi a jobbágyi és zselléri adófakultás. 1635-ben egy litkai adózó már nem tartozik a rovásadó hatálya alá, Beke Péter taxás nemesként 40 dénár taxát fizet adómegváltásként.
1640-ben a Cserehát vidékének népét pusztító katonai támadás érte, az egri törökök ütöttek ki, hogy a falvakat meghódolásra, azaz adózásra kényszerítsék. A legtöbb falut még 1640-ben a szultán alattvalójává teszik, illetve az egyik török tiszt vagy tisztviselő jobbágyává, Litka azonban csak 1641 őszén hódol meg, miután a szomszédos Sárvárt lerohanják a törökök. Erről így vall – a később elpusztult – Sárvár falu egyik lakosa: „Sárvár nevű faluban, csak mindjárt Garadna mellett lakozó nemes személy, Abony István megesküvén, hite után ekképen vall. In anno praesenti ultima die Septembris [1641. szeptember 30-án] az pogány ellenség éjszakának idején az mi falunkra ütvén, rettenetes romlás esék rajtunk, az én feleségemet is édes négy gyermekkel és azonkívül is az faluból öt rabot vitt el közülünk, kik most is oda vagynak. Litka nevű falu is kényszeríttetett meghódolni.” A török uralom egyszerre jelentette a szultáni, azaz oszmán állami hatalmat és a török földesurat. A falu ettől kezdve a Hódoltság peremvidékének azon helységei közé tartozott egészen Eger 1687. évi törökök alóli felszabadításáig, amelyek kettős adózás alá estek, azaz a Magyar Királyság és a magyar földesurak mellett a törökök is adóval és járulékokkal terhelték őket. Igaz, a királyi rovásadónak csak a felét követelték a hódolt településektől. 1648-ban a portális adójegyzékben Litka már a töröknek adózó falvak között szerepel, ekkor a magyar király adószedői fél portára értékelik a falu teljesítőképességét.
A falu 16–17. századi népességére vonatkozóan a királyi kamara által készített dézsmajegyzékek, illetve bizonyos birtokiratok szolgálhatnak adatokkal. Litkáról 1597-ből maradt fenn a Magyar Kamara levéltárában az első dézsmalista, amikor István Bazil (Vaszil) volt a falu bírája, és 23 jobbágy (Boros Gergely, Kolin Benedek, kardos Pál, Kormos Máté, Kardis István, Alföldi Gergely, Kardos Péter, Kardos Bálint, Németi Gergely, Bűdi György, Bűdi Gergely, Kardos István Bűdi Antal, Kardos Bazil, Kormos János, Lengyel Szaniszló, Berzik György, Kormos Pál, Szakácsi Máté, Nagy András, Bűdi János, Miklós Máté, Tót Márton) szolgáltatatta be gabonából az ún. királydézsmát, a megyéspüspököt illető egyházi tizedet ugyanis a török korban a kamara bérelte a püspökségektől. A faluban ekkor egy zsellér (Lőcs András) is gazdálkodott, aki kereszténypénzt fizetett, mivel nem volt dézsmálható termése. A litkai jobbágyoktól 33 kalangya őszi és 4 kalangya tavaszi gabonadézsmát szedtek be. Ugyanebben az évben szüretkor már Borsodi Gergely volt a bíró, a vezetése alatt 19 jobbágynak volt bordézsmája, összes 4 egri köböl. 1613-ban Kardos Péter bíró és 9 jobbágy (Kormos János, Boros György, Lőcs András, Kardos István, Kormos Márton, Kormos Pál, Nagy Imre, Szabó Márton, Kovács János) 13 helyi (10 iccés) köböl bordézsmát adott, a legtöbb termést, 22 helyi köböl bort Kormos Pál realizált, vagyis a termése jóval több volt, mint az egész falu bortizede. 1625-ben ismét Kardos Péter a falu bírája, amikor 14 jobbágytól (Kormos György, István Pál, Bűdi Péter, Zilai Jakab, Lőcs János, Kardos János, Kormos Márton, Kormos Pál, Nagy Imre, Szabó Márton, Poros György, Pocsai Mihály, özv. Demjén Pálné, özv. Kovács Jakabné) 30 kalangya őszi és 8 kalangya tavaszi vetésű gabonát visznek el a dézsmások. Ugyanebben az évben 7 jobbágy (Kormos György, Kormos Márton, Kovács Jakab, Nagy Imre, Szabó Márton, Szőcs János) adott borterméséből tizedet (összesen 27 helyi köböllel), s közülük csak Szőcs János nem szerepel a gabonatermesztők között, vagyis 1625-ben a litkaijobbágyok közül Kormos György, Kormos Márton, Kovács Jakab, Nagy Imre, Szabó Márton telkes jobbágyoknak volt a jobbágytelki állománytól függetlenül is birtokolható szőlejük, ők képezték a helyi adózó társadalom elitjét. A rendi ellenállásban és a harcokban jobbágyok is részt vettek, így 1668-ban Litkáról 4 jobbágy (Kardos István, Kardos Pál, Szilas György, Kalmár István) is részese volt annak a rajtaütésnek, amelyet a „kurucok” a szomolnoki pénzszállítmány ellen követtek el. A jobbágyok a zsákmányból is részesültek.
Litka társadalma a 17. század második felében is megőrizte jobbágyi jellegét, sőt bizonyos családok folyamatos jelenlétét. 1683-ban Kardos János bíró és 6 jobbágy (Kormos István, ifj. Kormos István, Lőcs Márton, Kardos István, Kardos Mátyás, Kardos Pál), valamint 1 zsellér (Lőcs Mihály) szerepel a gabonadézsma jegyzékében igen csekély tizeddel (5 kereszt, keresztenként 20 kéve és 9 kéve rozs, 8 kereszt zab), bordézsmát azonban már nem tudtak adni a litkaik, mivel a magyar és lengyel katonák elprédálták szőlőtermésüket. Valószínűleg a Bécs török ostrom alóli felszabadításáról visszatérő Sobieski János lengyel király hadai, valamint szövetségeseik, a felső-magyarországi királyi katonák pusztították el a litkaiak szőlőtermését. 1690-ben az időjárás pusztította el a tavaszi vetést és a szőlőt Litkán, de őszi gabonából mégis tudott 105 kereszt, tavasziból 10 kereszt dézsmát szolgáltatni 10 jobbágy (Kardos István, Kardos Pál, Kardos Péter, ifj. Kardos Pál, Bűdi Péterné özv., Lőcs Mihály, Kardos János, Kormos Mihály, Kormos Péter, Lőcs Márton) és 2 zsellér, 5 jobbágy méhkasai után is fizetett pénzbeli megváltást. 1695-ban is a Kardos család adta a bírót (Kardos Pál), ekkor 6 jobbágy és 6 zsellér szerepel a dézsmalistán, a tizedet ekkor csépelve szedték be, összesen 3,5 kassai köböl őszi, és 4 köböl tavaszi szemes gabonát.

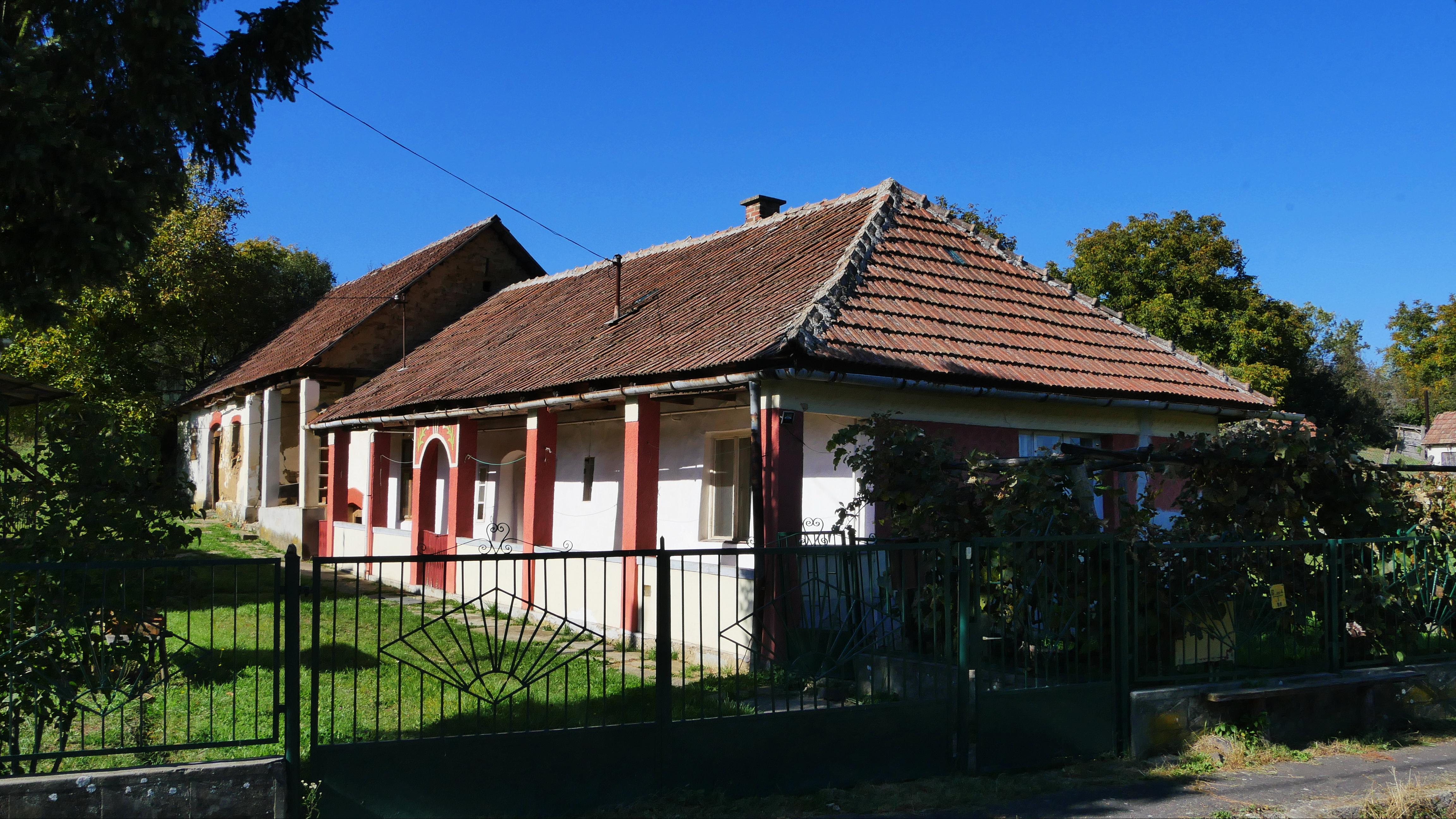
Oldaltornácos népi lakóház vakolatdíszítéses bejáróval

A jobbágytársadalom és gazdálkodása kivételes forrása az a litkai urbárium, amelyet Szemere László birtokainak elkobzása során készítettek a szepesi kamara tisztviselői. 1672-ben nemcsak a féltelken gazdálkodó jobbágyi családfőket, hanem fiaikat is összeírták: Kormos István (fiai: Márton 18 éves, Mihály 15 éves, István 6 éves), Lőcs Mihály (fiai: István 12 éves, Mihály 6 éves), Kormos András (fia: Mátyás 18 éves), Kardos János, Kardos Pál (fiai: Márton 18 éves, Péter 8 éves), Kardos István (fiai: Péter 12 éves, Mihály 10 éves, István 5 éves) és fivére Pál (fia: Pál 5 éves), Kardos Máté (fia: János 12 éves), Kormos István (fiai: Péter 15 éves, János 10 éves, István 4 éves), Bűdi Péter (fiai: András 7 éves, Mihály 3 éves) és öccse: Márton 12 éves, Tilai György (fia: István 4 éves) és fivére feleségével (fiuk: Péter 3 éves), Bűdi János (fia: Gergely 2 hónapos), Kardos András (fia: Péter 22 éves), Kardos Pál és öccse: János 18 éves, Lőcs Márton (fia: Péter 11 éves). Ekkor 6 puszta jobbágytelek is volt Litkán, amelyeknek még emlékeztek egykori tulajdonosára: Boros György, Németi András, Bredó Mátyás, Kormos Péter, Kormos Mihály, Lőcs János, ők feltehetően a korábbi évtizedben hagyták pusztán a telküket. A puszta telkek után járó extravillanumot sem hagyták műveletlenül, földesuruk egyfajta allódiumként kezelte ezeket, és bérbe adta jobbágyainak heted fejében, azaz az itt termesztett gabona minden hetedik keresztjét elsajátította, de volt majorsági szántója is az uraságnak, 45 köböl szemes gabona elvetésére való, illetve kaszálója, amelyen 45 kocsi széna termett. Földesúri kilenced járt mind a jobbágyi borból, mind a gabonából a földesúrnak, de cenzus nem volt szokásban Litkén, ún. ajándékként évente jobbágyi háztartásonként 1 tyúkot adtak a birtokosnak. A falu 100 disznó legeltetésére is alkalmas tölgyerdeje földesúri kezelésben maradt, a jobbágyok csak tized fejében makkoltathatták itt disznaikat, a disznótized megváltásában a nagyobbakért 10 dénárt, a kisebbekért állatonként 5 dénárt fizettek. Jobbágyi szolgáltatás volt az uraság borának és sörének kocsmáltatása, azaz helybeli árusítása is. Heti két nap robotra kötelezhették a jobbágyokat. A litkai féltelkes jobbágyok 2, 4, sőt 3-an 6 ökörrel rendelkeztek, lova egyiküknek sem volt, az egyes beltelkekhez a három nyomásban művelt határban összesen 30 hold szántóföld tartozott.
A 17. században utoljára 1696-ból ismeretes Litka dézsmája, összesen 6 kereszt őszi, 26 kéve tavaszi gabona (árpa és zab), ezt 9 jobbágy (Kardos István, Kardos György, Kormos Mihály, Bűdi András, Kardos János, Kormos Márton, Kormos János, Lőcs Márton) és 1 zsellér (Lőcs Mihály) teljesítette. Az 1696. évi országos összeírásban ugyanez a 9 litkai jobbágy, Bűdi Márton bíró vezetésével, 11, illetve 6 köblös szántóföldön gazdálkodott, azaz nyomásonként 2–4 köböl gabonaszemet vethettek el, de négyen közülük 2 és 1 köblös irtvánnyal is rendelkeztek. Ha a 17. század végi dézsmalistákat összevetjük az 1597. évi jegyzékekkel, feltűnő sajátosság több törzsökös jobbágycsalád (Kardos, Bűdi, Kormos, Lőcs) évszázados kontinuitása, ami a helyi jobbágyi közösség nagyfokú integritását mutatja, a török háborúk és a rendi küzdelmek harcai okozta hányattatások ellenére is. Az 1696. évi országos adóösszeírásban Litkára 1/4 és 1/16 porta alapján állapították meg az adót, 1707-ben ez az érték: 1/8 adóporta. Az adólisták is jelzik, hogy Litka, igaz súlyos veszteségekkel, de megőrizte nemcsak adóképességét, hanem életképességét is, a török korban nem pusztult el.

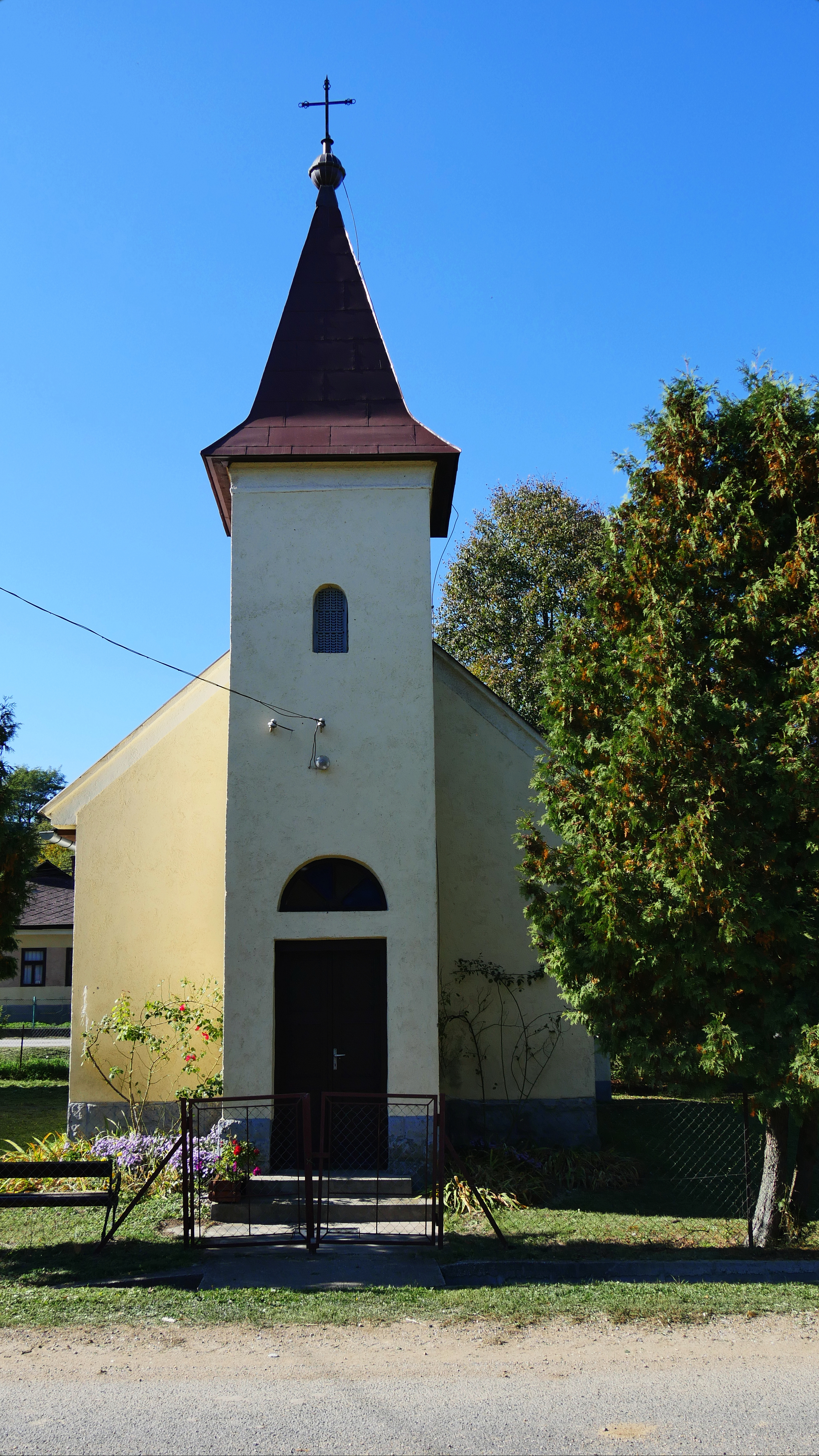
Rózsafüzér Királynője római katolikus templom

Litka lakosai, urai, a borsodi és abaúji régió legtöbb településéhez hasonlóan, a 16. század második felében a reformáció hívei lettek. A falu egyháza az 1567. évi debreceni zsinaton a Helvét Hitvallást aláíró abaúji, más néven kassavölgyi református seniorátushoz (esperességhez) tartozott, amely a 16. század végén egyesült a tornai egyházakkal, és ettől kezdve abaúj-tornai egyházmegyeként működött. Litka vallásos közössége, gyülekezete nem rendelkezett önálló egyházzal, a 16. század végéről és 17. század első évtizedeiből fennmaradt források mindig mint leányegyházat említik, ahová az anyaegyházból jár ki a református lelkész. Litka a közeli Felsőgagy református anyaegyházához tartozott, mint fília, több csereháti faluval együtt (Alsógagy, Gagyvendégi, Csenyéte, Abaújlak). Felsőgagy első református lelkészének neve 1580-ból maradt fenn: Korlátfalusi Pólya Pál. 1582/83-ban Csóka Lőrinc, 1596-ban és 1610-ben Eperjesi János, 1697/98-ban Görgei Réz Albert és Miskolci János prédikátor szolgálta a felsőgagyi és környékbeli reformátusokat. 1603-ban Veresmarti János, 1605-ben Csáki Mihály, 1606-ban, illetve 1611–1618 között Almási Pál, 1620/22-ben Salánki Mihály, 1623-ban Ónodi János, 1624–1629 között Maklári Márton, 1644-ben Vadászi Gergely volt a felsőgagyi református lelkész. A 17. század elején a litkai leányegyház családfői, vagyonuktól függetlenül, mind a telkes jobbágyok, mind a („csépes vagy sarlós”) zsellérek, egy köböl búzával és ugyanennyi rozzsal tartoztak évente a lelkészüknek, az özvegyek egyenként 3 sing vásznat szőttek neki. Keresztelésért egy tyúkot és kenyeret adtak, esketésért és temetésért 12 dénár járt, a temetési díj fele a felsőgagyi tanítót illette. A litkai dézsmából is octavát, azaz nyolcadrészt hagytak a kamarai dézsmaszedők a felsőgagyi prédikátornál. Litkán fatemplomot építettek a reformátusok a 17. században, amely még a 18. század első felében is fennállt.
Litka az 1715. évi országos összeírásban teljesen elpusztult faluként szerepel, ami inkább adóképtelenséget, semmint teljes elnéptelenedést jelent. Bél Mátyás 1730-as évek elején készült és a 21. századig kéziratban maradt, Abaúj vármegyét latin nyelven leíró monográfiája már lakott településként, főként természeti környezetével jellemzi: „31. Litka Fáj faluval közösen foglal el egy félreeső völgyet, a völgy előnytelen fekvése miatt szántóföldje terméketlen, és rétje is nagyon kevés van. Csak a közeli Lyuba nevű pusztán van lehetőségük szénanyerésre. Erdőben gazdag, de vizekben szegény a falu, a területén mindenfelé mélyre ásott kutakat használnak lakosai. Szemere Miklós a földesura.”

### 18. század
A község népességének egészéről a 18. század második felétől áll rendelkezésre megbízható adat. A 18. században Litka a Cserehát egyik legalacsonyabb népességszámú települése. II. József népszámlálása volt az első olyan összeírás, amely a teljes lakosságra kiterjedt, és ennek adatai szerint 1785-ben a falu honos népessége 211 fő volt. Ludovicus Nagy 1828-ban megjelent népességstatisztikai munkája szerint ekkor már 329 főt tartottak nyilván a faluban, és ennek felel meg a Fényes Elek Geographiai szótárában található 259 fős adat is. A házak száma ennél még gyorsabban nőtt a 19. század elején: II. József idején még 29, 1828-ban viszont már 48 házat jegyeztek fel az összeírók. Az 1828-as országos adóösszeírás idején 57 személy után kellett adót fizetni a faluban. Az 1760-as évek végén végrehajtott úrbéri összeírás felmérésekor Litkán 269 holdon 14 jobbágyot írtak össze, akik összesen 8 jobbágytelken gazálkodtak. A másfél évtizeddel későbbi népszámlálás idején 18 jobbágyot és 19 zsellért regisztráltak a faluban. Határát Vályi András a „középszerű” szóval jellemezte.
A település lakosságát a korszak statisztikai írói kezdettől magyarnak minősítették, ami megkülönbözteti a ruszinok lakta vagy vegyes etnikumú közeli falvaktól (pl Alsógagytól vagy Kánytól). Felekezeti szempontból Litka lakosságának mintegy fele-fele volt katolikus és református. Az 1828-os kiadású településstatisztikai kiadvány szerint katolikus és protestáns lakója is 157-157 volt, Fényes Elek már hivatkozott műve szerint (két évtizeddel később) az előbbiek 134 fős közösséget alkottak (és a római katolikus szertartást követték), a reformátusok gyülekezete pedig 118 hívőt számlált. Ugyaninnen tudjuk, hogy a reformkorban egyetlen egyházközségként református templom működött a faluban. A településen 1785-ben, a népszámlálás idején még nem vettek számba izraelita lakosságot, az 1828-as összeírás idején 3 „judaeus” adófizetőt regisztráltak, a lélekösszeírási adatokat felhasználó statisztikai írók szerint pedig 1828-ban 15, majd 1850-ben 7 zsidó élt Litkán.
A környékhez képest ritkaságként értékelhető a község birtoklási módja: az úrbéri összeíráskor – majd Vályi és Fényes munkái szerint is – az összes úrbéri föld báró Meskó tulajdonában volt, és a másfél évtizeddel későbbi népszámlálás idején egyetlen nemest sem találtak a keresztény férfi lakosságon belül, tehát Litkán nem élt törpebirtokos vagy jobbágyföldet művelő kisnemesség. A sokfelé ágazó Meskó család a 18. század első felében szerzett birtokot a környéken: a bárói rangemelésben részesült, a Helytartótanács 1723-as alapításától kezdve tíz éven át e kormányszerv tanácsában tag, majd királyi tanácsosi címmel kitüntetett Meskó Ádám fivére, Jakab volt az abaúji birtok első tulajdonosa, és az itt említett Jakab az ő egyik leszármazottja.

### 19. század
Litka népessége a 19. század második felében folyamatosan csökkent és a századfordulón alig haladta meg a 200 főt (1880-ban 313 fő, 1900-ban 223 fő). A születések aránya 1900 és 1910 között 30,8‰, a halálozásoké 20,5‰, a természetes szaporodás többlete 16 fő, ezzel szemben körülbelül 70 fő (a lakosság csaknem harmada) hagyta el a falut, illetve vándorolt ki az Egyesült Államokba, ami a csereháti régiót tekintve, kimagasló értéknek tekinthető.
A népesség felekezeti megoszlására a római katolikusok és a reformátusok kiegyenlített aránya jellemző, ami a 19. században nem módosult jelentősen. Az előbbiek száma 1900-ban 89 fő (40%), az utóbbiaké 103 fő (46%), rajtuk kívül görögkatolikusok (13 fő) és izraeliták (18 fő) éltek a faluban. A litkai református fília és a szemerei anyaegyház között többször anyagi eredetű konfliktusok támadtak: a litkaiak a lelkész fizetésének csupán 1/8-át vállalták, viszont a szemereivel azonos szolgálatot vártak el, amihez „makacsul” ragaszkodtak. Az önállósulás szempontjából is fontos volt a gyülekezet életében az új templom felszentelése 1892-ben, melyen Kun Bertalan püspök és az egyházmegye világi elöljárói is részt vettek, akiket az uradalom (izraelita) bérlője, Spitz Hermann látott vendégül.
Az alfabetizáció terjedéséről a század utolsó harmadában vannak adataink. 1880-ban a népesség 31%-a, 1900-ban 50%-a, a 6 éven felüliek 57%-a tudott írni és olvasni. A „nemzeti” nevelés erősítését célzó új állami népiskolát 1913-ban adták át, tanítónak a vallás- és közoktatásügyi miniszter Mitró Gyulát nevezte ki.
Az említett számottevő kivándorlás bizonyosan a földhasznosítás sajátosságaival, illetve a település földrajzi adottságaival (a földszűkével) is összefügg. Litkát nagy kiterjedésű urasági erdők övezték, melyek területe 1865 és 1895 között növekedett (733 kataszteri holdról 802 holdra, ami a faluhatár 58%-a), ezzel szemben a szántók kiterjedése 429 hold (31%), a réteké és a legelőké mindössze 87 hold (6%).
A birtokstruktúrára a nagybirtok dominanciája jellemző. Litka földesura a reformkorban báró Meskó Jakab (felesége Fáy Mária), akinek az ingatlana a 19. század második felében nőágon öröklődött. Előbb gróf Péchy Manóné (Meskó Zenaide), majd gróf Zichy Rezsőné (PéchyJacqueline) tulajdonába került, aki a körülbelül 1100 holdas gazdaságot (mely a tradicionális juhászatra épült) Spitz Hermann vállalkozónak adta bérbe. A következő tulajdonos, gróf Hadik-Barkóczy Endréné (Zichy Klára) 1904-ben az uradalmat parcellázta (erdőket irtottak), és a község, illetve a tengerentúlról hazavárt földművesek birtokába került. (Litkán 1895 és 1913 között a szántók területe 429 holdról 627 holdra nőtt, az erdőké 802 holdról 618 holdra csökkent).

### 20-21. század
Litka 1910-ben Abaúj-Torna vármegye Csereháti járásához tartozott. A község 1 375 kat. holdon (= 791 hektár) terült el, lakóinak száma 168 volt. A teljesen magyar anyanyelvű lakossággal rendelkező falu alacsony lélekszáma ellenére vallási tekintetben kifejezetten heterogén volt, öt felekezet képviseltette magát: 91 fő volt református, 57 római katolikus, 13 görögkatolikus, 6 izraelita és 1 evangélikus. Szinte a teljes lakosság megélhetése a mezőgazdaságból származott, az ágazatból élők aránya az 1960-as évektől csökkent.

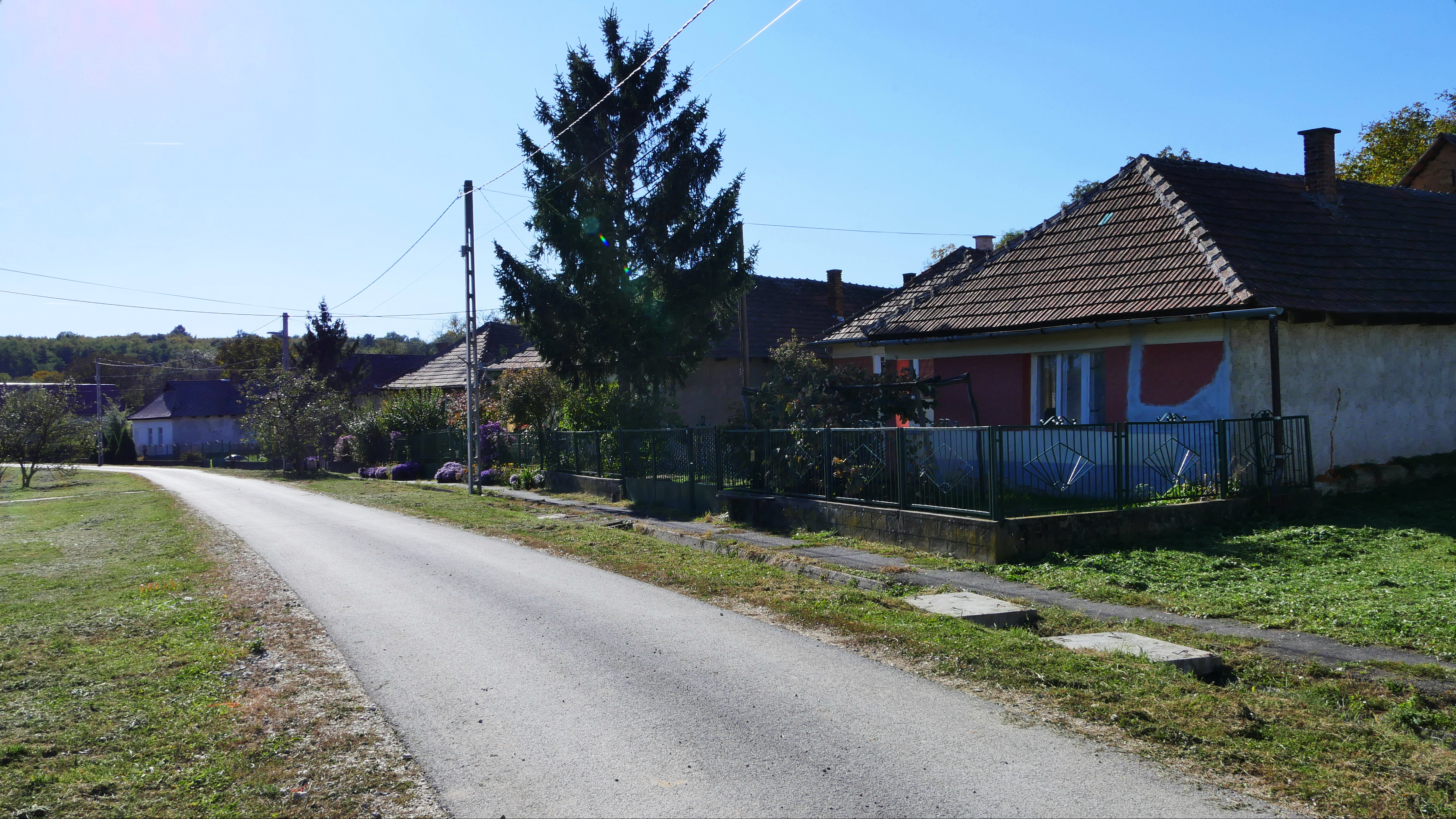
Utcarészlet

A trianoni békeszerződés közigazgatási változásai következtében Litka az Encsi járás része lett. 1920-ra jelentősen nőtt a népessége, 223 lakosa volt, akik közül mindössze 1 fő nem volt magyar anyanyelvű. A község vallási sokszínűsége változatlan maradt: a 117 fősre gyarapodott református közösség mellett 83-ra emelkedett a római katolikus és 17-re a görögkatolikus hívek száma, de továbbra is élt a faluban 5 izraelita és 1 evangélikus is. 1941-re a népesség még tovább, 248 főre nőtt. Ez a számbeli gyarapodás a 4 fősre csökkenő izraelita közösség kivételével minden jelenlévő felekezetnek kedvezett: 131-re emelkedett a reformátusok, 86-ra a római katolikusok, 21-re a görögkatolikusok és 6-ra az evangélikusok száma.
A világháborúk közötti periódusban Litkán működött elemi iskola és ifjúsági egyesület. A ma is álló, 1892-ben épült református templom 1927-ben új haranglábat kapott, 1941-ben pedig déli homlokzata elé 12 m magas torony épült. 1938-tól már a római katolikusoknak is volt a községben temploma, melynek tornyába ekkor került az 1821-ben a Meskó család által adományozott harang. A falu bírája 1924-ben S. Kardos József volt. 100 kat. hold feletti birtokkal csak Spitz Izrael, valamint Tóth János és Tsa rendelkezett.
A 20. század első felének világháborúi több helyi családot közvetlen közelről érintettek. Az elhunytak tiszteletét közös emléktábla őrzi a község temetőjében. A nagy háborúban halt hősi halált Gáspár Imre, K. Kardos Bálint, E. Kardos József, Lengyel János és Urbán István. A második világháború további veszteségeket okozott. A fronton vesztette életét Balla István, Drótár Imre, Zs. Kardos Béla, Zs. Kardos János, S. Kardos József, Kőszegi István, Magyar Gyula, Magyar Imre, Novák István, Pizsik Endre és Ruszkay István, s a holokauszt áldozatai lettek a falu egyetlen izraelita családjának tagjai: Hauman Anna, Hauman Ignác, Hauman Ignácné és Hauman Julia. Az 1880-ban még 26 fős izraelita közösség egykori jelenlétének tanúja a mai köztemető mellett található, 6–8 síremlékből álló zsidó sírkert.
Litka lakói számára 1944. december 17-én ért véget a második világháború. 1949-ben a háború utáni első népszámlálás szerint a község lakóinak száma 260 volt, akik három fő vallásfelekezethez tartoztak: 50,8%-ban reformátusok, 37,7%-ban római katolikusok és 10,0%-ban görögkatolikusok voltak. Az evangélikusok elenyésző, 0,8%-os jelenléttel rendelkeztek, s ugyanennyi volt a felekezeten kívüliek aránya is. A szocializmus idején a népességszám kezdetben nőtt – 1960-ban 281 fő volt –, majd drasztikusan csökkent, s az 1990. évi népszámlálás idejére 80 fősre apadt a lakónépesség.

A második világháború utáni gazdasági átalakulás következtében alakult meg az „Új élet” termelőszövetkezet, ám az 1956-os forradalmi napokban feloszlott. Ezt követően 1960-ban jött létre a Szabad Élet Mg. tsz, ami bár sikeres gazdálkodást folytatott, különösen az állattenyésztés terén, 1970-ben „felsőbb politikai döntés” következtében kénytelen volt csatlakozni a fulókércsi Úttörő téeszhez, melynek Fáj és Szemere is része lett.

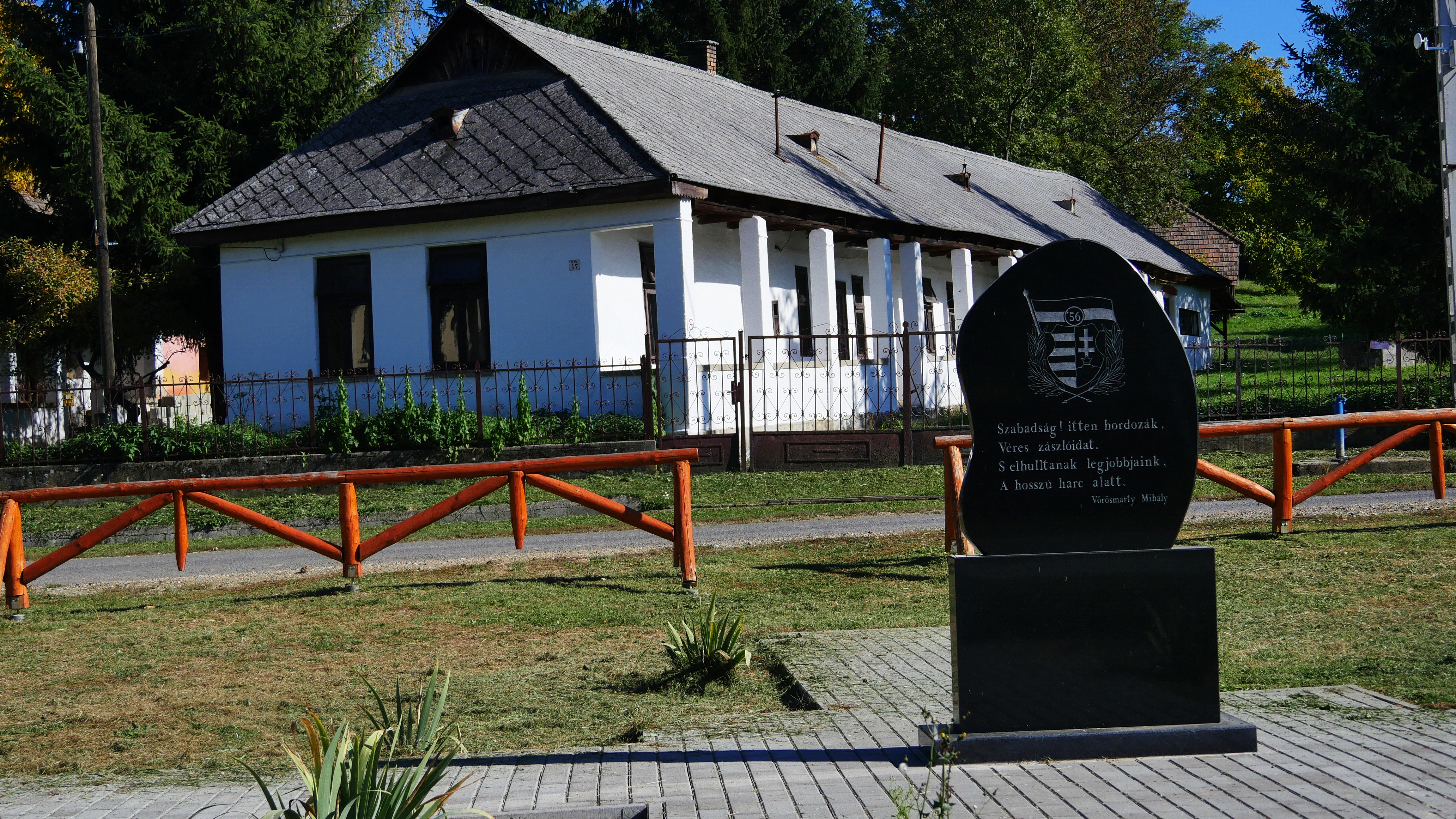
Népi lakóház, előtérben az 1956-os emlékművel

Az 1956. évi forradalmi események idején Litka Szemerével alkotott községi közös tanácsot, s nincs arra vonatkozó információ, hogy önálló munkástanácsa alakult volna. Az október 27-én megválasztott testület elnöke a szemerei Farkas László, titkára Fülöp István lett. Ezekben a napokban Litkán fordult elő az az eset, mely során egy kuláknak mondott lakos kizavarta a házából Hriczó Gyula tanítót, aki emiatt az iskola tornatermében húzta meg magát. A munkástanács november 4-én szüntette be működését, 9-én pedig öt taggal létrejött az MSZMP helyi szervezete. Litkán a forradalom 60. évfordulóján 1956-os emlékművet avattak.
A nagyfokú elvándorlás ellenére a szocializmus idején a község szépen fejlődött. 1960-ban sor került a villamosításra, majd 1966-ban következett az egytantermes általános iskola felújítása. Az 1965/66-os tanévben az intézménynek 48 nappali diákja mellett 10 felnőtt tanulója is volt. 1967-ben szövetkezeti bolt létesült, míg 1968-ban a téesz sikeres gazdálkodása eredményeként önerőből építettek kultúrtermet, tejházat és gépszínt.
A második világháború utáni változások közigazgatási átszervezéssel is jártak, minek eredményeképpen 1950-től Litka Borsod-Abaúj-Zemplén megye Encsi járásába, azon belül a Szemere központú körjegyzőségbe sorolódott Fáj, Fulókércs és Pusztaradvány községekkel együtt. Ugyanebben az évben Szemerével községi közös tanácsot szerveztek, majd 1970. július 1-től Fáj községgel együtt mindkét település a Fulókércs nevű és székhelyű községi közös tanács társközsége lett. Ez a társulás akkor szűnt meg, amikor 1977. április 1-től az érintett települések Szalaszend KKT társközségei lettek. A közös tanácsú községet 1984. január 1-jével Encs városkörnyéki községévé nyilvánították. Végül a rendszerváltást követően Litka és Fáj az 1991. január 1-én megalakuló Fulókércsi körjegyzőség része lett.
A szocializmusban jellemző népességfogyás a rendszerváltás után is folytatódott, 2020. január 1-én már mindössze 26 fős volt a lakónépesség. A 2011. évi népszámlálás alkalmával a község lakói 96,8%-ban magyarnak, 3,2%-ban németnek, 6,5%-ban pedig egyéb nemzetiségűnek mondták magukat. Vallási tekintetben 45,2%-uk volt református és 41,9%-uk római katolikus, miközben a görögkatolikusok, egyéb vallásúak, felekezeten kívüliek és a válaszolni nem kívánók aránya egyaránt és egyenként 3,2% volt.
Litka lakosságszerkezete napjainkban elöregedő, az inaktív keresős háztartások gyakorisága 2011-ben 82% volt. Ennek ellenére a településen minden évben megrendezésre kerül a saját méreteit jóval meghaladó Együttműködő Szomszédok elnevezésű kulturális fesztivál, amely határon inneni és túli érdeklődőket egyaránt vár.
A település háziorvosi ellátása a szalaszendi körzeti orvos feladata, míg fog-, szak- és gyermekorvosi ellátásra Encsen van lehetőség. A legközelebbi kórház Szikszón, mintegy 43 km-re, vasútállomás Mérán, 14 km-re található. Az óvodás gyermekek Szalaszend, az iskolakötelezettek Szalaszend és Fulókércs intézményeit látogathatják. A település közös önkormányzati hivatalt fenntartó község, melynek székhelye Szalaszend. Litkán nemzetiségi önkormányzat nem működik.

## Közélete

### Polgármesterei
- 1990–1994: Kardos József (független)[73]
- 1994–1998: Kardos József (független)[74]
- 1998–2002: Kardos József (független)[75]
- 2002–2006: Kardos József (független)[76]
- 2006–2010: Id. Kardos József (független)[77]
- 2010–2014: Kardos Endre (független)[78]
- 2014–2019: Kardos Endre (független)[79]
- 2019–2024: Kardos Endre (független)[80]
- 2024– : Kardos Endre (független)[1]

## Népesség
A település népességének változása:
| Lakosok száma | 34   | 33   | 34   | 25   | 25   | 34   | 33   |
|               | 2013 | 2014 | 2015 | 2021 | 2022 | 2023 | 2024 |

### Demográfiai adatok
A település lakosságának 78%-a magyar, 22%-a cigány nemzetiségűnek vallotta magát a 2001-es népszámláláson.
A 2011-es népszámlálási adatok alapján a falu 97%-a magyar, 3% (1 fő) nemzetisége nem ismert. A vallás szerinti megoszlás: 45% katolikus, 45% református.
2022-ben a lakosság 92%-a vallotta magát magyarnak, 8% szlováknak, 4% bolgárnak, 4% egyéb, nem hazai nemzetiségűnek (a kettős identitások miatt a végösszeg nagyobb lehet 100%-nál). Vallásuk szerint 36% volt római katolikus, 40% református, 4% egyéb keresztény (20% nem válaszolt).

## Nevezetességek
- Református templom
- Katolikus templom
- Litkai kilátó